# Rohrbach-lès-Bitche
Rohrbach-lès-Bitche (Duits:Rohrbach bei Bitsch) is een stadje en gemeente in het Franse departement Moselle (regio Grand Est). Rohrbach-lès-Bitche telde op 1 januari 2022 2.290 inwoners.
De gemeente maakt deel uit van het arrondissement Sarreguemines en sinds begin 2015 van het kanton Bitche. Daarvoor was het de hoofdplaats van het inmiddels opgeheven kanton Rohrbach-lès-Bitche.

## Geografie
De oppervlakte van Rohrbach-lès-Bitche bedroeg op 1 januari 2022 13,28 vierkante kilometer; de bevolkingsdichtheid was toen 172,4 inwoners per km².

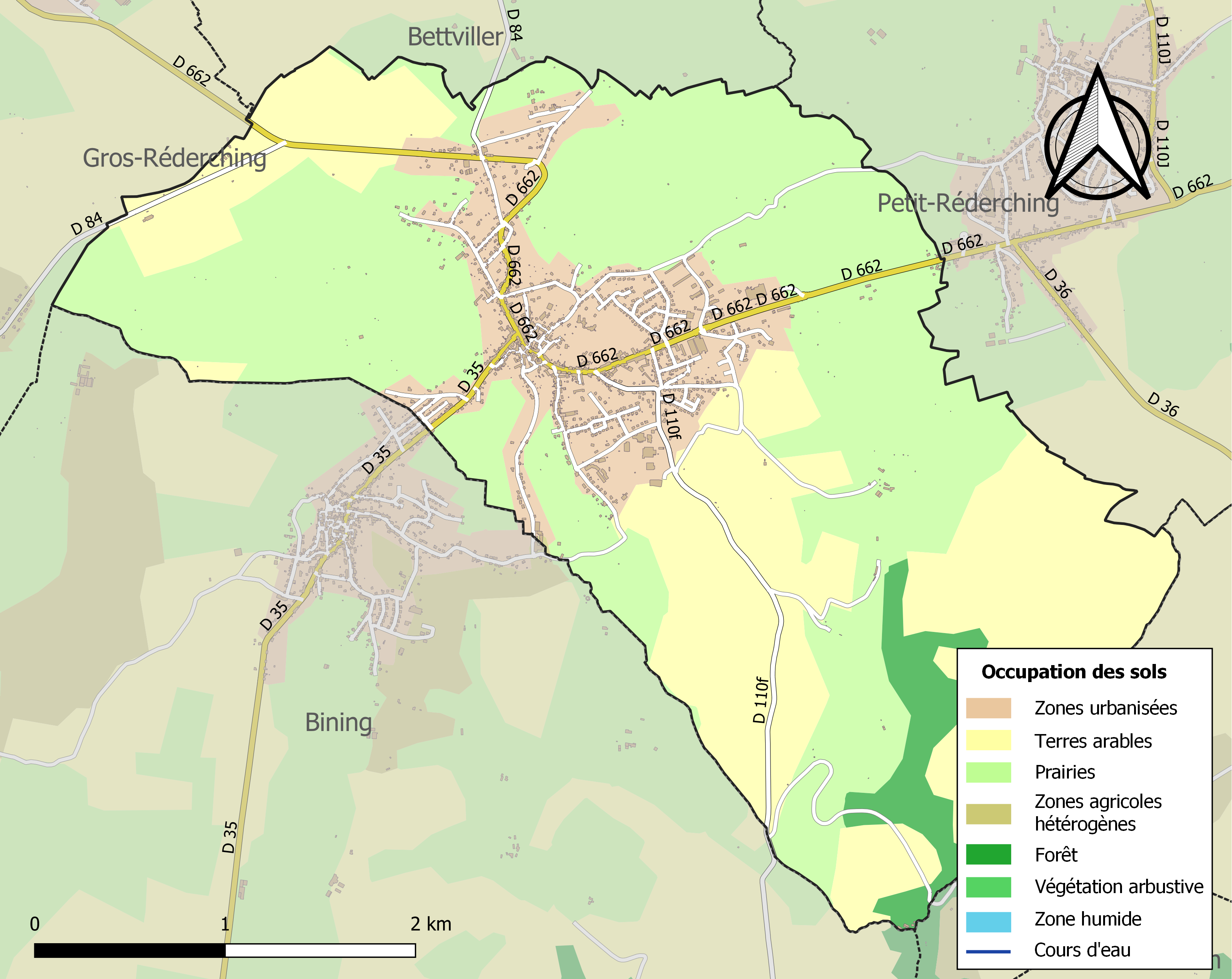
Kaart van de gemeente met de belangrijkste infrastructuur, bodemgebruik en omliggende gemeenten

## Demografie
Onderstaande figuur toont het verloop van het inwonertal (bron: INSEE-tellingen).